# Leone del futuro - Premio Venezia opera prima "Luigi De Laurentiis"
Il Leone del futuro - Premio Venezia opera prima "Luigi De Laurentiis" è un premio assegnato alla Mostra internazionale d'arte cinematografica di Venezia per la migliore opera prima che sia stata presentata in una delle selezioni ufficiali (concorso e Orizzonti) o parallele.

## Albo d'oro
| Anno | Film                                                                          | Regista                              | Nazione                                                |
| ---- | ----------------------------------------------------------------------------- | ------------------------------------ | ------------------------------------------------------ |
| 1999 | Questo è il giardino                                                          | Giovanni Davide Maderna              | Italia                                                 |
| 2000 | Tutta colpa di Voltaire (La faute à Voltaire)                                 | Abdellatif Kechiche                  | Francia                                                |
| 2001 | Kruh in mleko                                                                 | Jan Cvitkovič e Danijel Hocevar      | Slovenia                                               |
| 2002 | Due amici                                                                     | Francesco Sframeli e Spiro Scimone   | Italia                                                 |
| 2002 | Roger Dodger                                                                  | Dylan Kidd                           | Stati Uniti                                            |
| 2003 | Il ritorno (Vozvrašcenje)                                                     | Andrej Petrovič Zvjagincev           | Russia                                                 |
| 2004 | Nemmeno il destino                                                            | Daniele Gaglianone                   | Italia                                                 |
| 2005 | 13 Tzameti                                                                    | Géla Babluani                        | Francia                                                |
| 2006 | Khadak                                                                        | Peter Brosens e Jessica Woodworth    | Belgio                                                 |
| 2007 | La zona                                                                       | Rodrigo Plá                          | Spagna / Messico                                       |
| 2008 | Pranzo di ferragosto                                                          | Gianni Di Gregorio                   | Italia                                                 |
| 2009 | Clash (Engkwentro)                                                            | Pepe Diokno                          | Filippine                                              |
| 2010 | Majority (Cogunluk)                                                           | Seren Yüce                           | Turchia                                                |
| 2011 | Là-bas - Educazione criminale                                                 | Guido Lombardi                       | Italia                                                 |
| 2012 | Muffa (Küf)                                                                   | Ali Aydin                            | Turchia                                                |
| 2013 | White Shadow                                                                  | Noaz Deshe                           | Tanzania / Germania                                    |
| 2014 | Court                                                                         | Chaitanya Tamhane                    | India                                                  |
| 2015 | The Childhood of a Leader - L'infanzia di un capo (The Childhood of a Leader) | Brady Corbet                         | Regno Unito / Francia / Ungheria                       |
| 2016 | The Last of Us (Akher Wahed Fina)                                             | Ala Eddine Slim                      | Tunisia                                                |
| 2017 | L'affido - Una storia di violenza (Jusqu'à la garde)                          | Xavier Legrand                       | Francia                                                |
| 2018 | Yawm aḍʿatu ẓillī                                                             | Sudad Ka'dan                         | Siria / Libano / Francia / Qatar                       |
| 2019 | You Will Die at Twenty                                                        | Amjad Abu Alala                      | Sudan / Francia / Egitto / Germania / Norvegia / Qatar |
| 2020 | Listen                                                                        | Ana Rocha de Sousa                   | Regno Unito / Portogallo                               |
| 2021 | Imaculat                                                                      | Monica Stan, George Chiper-Lillemark | Romania                                                |
| 2022 | Saint Omer                                                                    | Alice Diop                           | Francia                                                |
| 2023 | Ài shì yī bǎ qiāng                                                            | Lee Hong-chi                         | Hong Kong / Taiwan                                     |
| 2024 | Familiar Touch                                                                | Sarah Friedland                      | Stati Uniti                                            |